# Megachile chrysognatha
Megachile chrysognatha is een vliesvleugelig insect uit de familie Megachilidae. De wetenschappelijke naam van de soort is voor het eerst geldig gepubliceerd in 1943 door Cockerell.